# Actrix
Actrix is een geslacht van vlinders van de familie snuitmotten (Pyralidae), uit de onderfamilie Phycitinae.

## Soorten
- A. dissimulatrix Heinrich, 1956
- A. nyssaecolella Dyar, 1904